# 搖頭丸

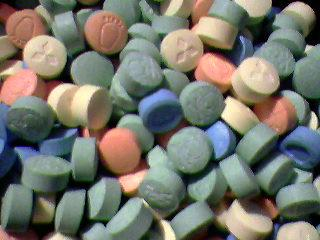
搖頭丸片剂

摇头丸是一种毒品，其主要成分3,4-亞甲二氧甲基苯丙胺（英語：3,4-Methylenedioxymethamphetamine，简称MDMA）是一種興奮劑，間中或摻有MDEA、MDA、MBDB或安非他命等其他成分。服用搖頭丸者可即兴随音乐剧烈舞動而不觉疲勞或痛苦。
过量摄入摇头丸可能带来数种致命风险，包括体温过高、血清素症候群、急性脱水或水中毒（在药物影响下，使用者意识不到渴，从而直接导致在剧烈活动后忘记补充水分；或者是使用者為了避免脫水，而飲水過多，造成電解質失調）。更糟的是许多比摇头丸更危险的药物如PMA、DXM或甲基安非他命往往被掺入其中甚至被当作摇头丸出售。摇头丸对人体的长期影响，尤其是它抑制血清素自然分泌导致的抑郁症风险，目前仍属被广泛争议的未知课题。

## 各地對搖頭丸的俗稱
- 台灣：“快樂丸”、“衣服”（取下文Ecstasy第一個字母的發音）、“上面”（衣服是穿在上面的）
- 香港：“揈頭丸” 、“E仔”
- 新加坡：“愛它死”[3]
- 南亚地區：“甩头丸”、“快乐丸”、“E仔”、“劲乐丸”、“狂喜”、“迪士高饼干”
- 歐美地區：Ecstasy（忘我）、Adam（亚当）、Dollar、Fido、Bomb
- 與使用相關的俗語：在英文中，服用快樂丸的行為往往被稱為rolling, popping, dropping, flipping,或是dosing，在中文裡則常用丟、吞或是穿（因為取e的諧音，而稱搖頭丸為衣服，故動詞為穿，量詞為件，例如：我先穿半件，等一下再補半件）。

## 歷史
最早於1912年在美國出現，当时默克公司在研制新药时得到一种副产品，并被命名为MDMA（亞甲二氧甲基苯丙胺）。1976年，被称为“疯狂科学家”的亞歷山大·舒爾金找到了一种新的合成方法，并推荐给奥克兰的心理医生泽夫。泽夫先以低劑量的MDMA輔助對談治療，隨後向全國數以百計的心理學家介紹這種化合物。然而它最終並非在診所或醫院流行，而是以搖頭丸（英語：Ecstasy，原意為「狂喜」）之名風靡紐約、芝加哥等地的酒吧和夜店。
初期的醫療用途为治療憂鬱、創傷症候群与焦慮。目前，可算沒有一個正式的醫學用途。1980年代中期起，摇头丸在美國就被列為管制藥物。一開始是在德州達拉斯附近雅痞的酒吧裡盛行，然後風行到同志酒吧、電音酒吧，然後躍上主流社群中。1990年代，銳舞電音（rave）起來之時，摇头丸也開始在大學生以及年輕成年人之間流行起來，最後蔓延到高中生。MDMA很快地就變成美國最被廣泛使用的四種非法藥物之一，其他三種是古柯碱、海洛英以及大麻。但大麻現在在美國多州已經合法，一般人也可以合法購買娛樂型大麻。
現時市面流通的搖頭丸通常含有其他成分，包括麻黃素和咖啡因等。非常過度使用搖頭丸才會導致精神亢奮、脫髮、腎衰竭、急性脫水或水中毒等症狀，還會損害肝臟功能，嚴重者可以致命。大部分國家將搖頭丸列為非法藥物。

## 被濫用的原因

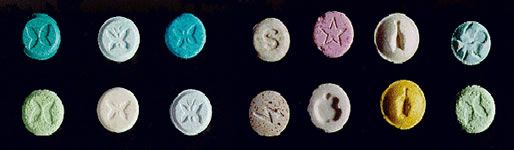
各種形狀的搖頭丸

雖然成分繁多，但搖頭丸的最常見成分依舊以MDMA為主。在動物研究中，音樂刺激被發現能加強MDMA的效果。這可能是MDMA作為興奮劑以外，另一個它與派對活動緊密相聯的原因。另外MDMA具有提升使用者同理心與利他行為效果，也讓使用MDMA的派對參加者表現出更正向的行為。
研究發現搖頭丸使用者與傳統嗑藥者形象不同，使用搖頭丸的開端是因為朋友推薦，之後則是為了搖頭丸所帶來的快感與滿足、以及為了進入舞場或社交場所的氛圍。使用者共同的體驗是：放鬆、愉悅、快樂，容易與人交友，感官放大、感受增強。也因此使用藥物的派對成為用藥者的固定社交生活。
除了藥效本身對使用者的吸引以外，還有很多原因使搖頭丸相較於其他非法娛樂藥物更容易流行。搖頭丸每顆價錢長期維持在新台幣300-500元之間，遠較海洛英與安非他命更便宜。錠劑除了更容易攜帶流通，也較講究純度的粉狀藥物更容易添加其他成分，可不斷滿足使用者的新鮮感。

## 品牌與測試

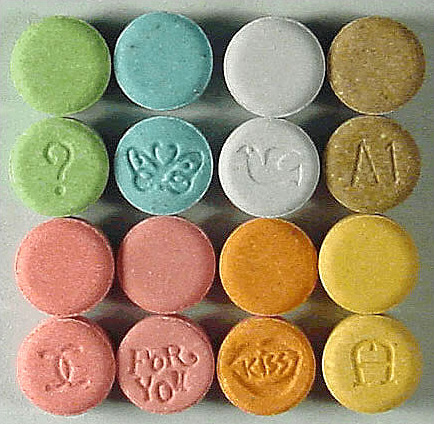
搖頭丸通常是圓形的，並印有字母或圖案。

通常MDMA是以藥片的方式服用。不同的來源有不同的「品牌」，人們藉著藥片上面的小圖示來辨別。但是所謂的品牌並沒有經過嚴格的品質管制或是標示有效成分。因此任何人都可以複製市面上的各種品牌，製作出屬於他們的摇头丸。
在市面上非法出售的摇头丸藥丸通常不只含有摇头丸一種有效成分。黑市的藥丸被檢驗出含有類似於MDEA, MDA及MBDB等物質。不僅如此，有時候還會摻合某些跟精神用藥無關的添加藥物，如安非他命、DXM、麻黃素、PMA、咖啡因、K他命（Special K）等等。
要詳細分析搖頭丸的成分通常需要使用氣相層析或是質譜儀，但是應用生物鹼的Marquis Reagent也可以做簡單的成分分析。

## 身体作用
其他的效果包含：
- 藥物依賴，成癮
- 精神亢奮
- 失眠
- 嚴重脫髮
- 神經系統永久損傷
- 破壞GDNF（人體內的膠質細胞衍生營養因子）
- 瞳孔扩张，以及对光的敏感性和颜色悟性的影响。
- 凝血障礙，流血不止
- 高血壓
- 心臟病
- 肌肉壞死
- 快门视觉（眼颤）
- 情緒失控
- 視聽幻覺
- 記憶減退
- 腎衰竭
- 抑制食欲
- 缺乏注意力及專注力
- 缺乏焦点集中
- 发痛
- 手汗增加大量出汗
- 心率频繁
- 肌肉抽搐
- 磨牙抽筋
- 語言紊亂
- 味覺錯亂
- 脫水
- 死亡
- 橫紋肌溶解
- 腦部虛脫
- 腦部受損

## 關於搖頭丸的法律
目前搖頭丸在大部分的國家都是屬於違法的藥物，在美國MDMA曾經是不受管制的藥物，一直到1985年7月，才被加入DEA Schedule I管理。

## 危險
因為搖頭丸在許多國家是違禁物品，使得很難準確地研究其效果及影響。
以下是服用搖頭丸的部分后果：
- 一粒搖頭丸的劑量與純度可能非常高，可導致危險。
- 搖頭丸會影響新陳代謝。持續地跳舞而未作休息或補充水份，可能導致嚴重的體溫過高或是脫水現象。不少使用者會為了預防脫水，而喝大量的水，但由於未補充相關的鹽分，可能會導致嚴重的電解質平衡失調症。
- 使用搖頭丸可能加重憂鬱症或在使用後造成暫時性的憂鬱。
- 搖頭丸與其他藥物混用可能有危險。
- 搖頭丸會影響覺知力，注意力，使用搖頭丸時，如果操作任何具危險性的機械或工具將可能造成事故。
- 若頻繁且大劑量的服用搖頭丸，其的作用時間將大幅增加。
- 極少數人會對MDMA有過度反應，包含心臟先天性缺陷患者，及少部分無法自動排除該藥物的人。

## 上癮性
在生理層面，美國科學家曾進行研究測試，證實該物質可以破壞GDNF（人體內的膠質細胞衍生營養因子）。而缺少GDNF又會使人生理上容易染上毒癮。

## 外部連結
- . National Institute on Drug Abuse. 15 June 2020  [2021-11-02]. （原始内容存档于2016-03-23）.
- . European Monitoring Centre for Drugs and Drug Addiction.   [2021-11-02]. （原始内容存档于2016-01-01）.
- . Multidisciplinary Association for Psychedelic Studies.   [2005-04-24]. （原始内容存档于2020-07-29）.
- 搖頭丸毒害真相，社區藥物教育輔導會 （页面存档备份，存于）